# Siebensiefen
Der Hof Siebensiefen ist ein Ortsteil der Gemeinde Lindlar im Oberbergischen Kreis im Regierungsbezirk Köln in Nordrhein-Westfalen (Deutschland).

## Lage und Beschreibung
Siebensiefen liegt westlich von Lindlar im Tal der Lindlarer Sülz zwischen den Nachbarorten Waldbruch, Unterhürholz und Scheurenhof. Der Ort liegt parallel zur Landesstraße 284 und ist durch eine Zufahrtsstraße zur L84 zu erreichen.

## Geschichte
1250 wird Siebensiefen erstmals urkundlich in einer Verpfändungsurkunde einer Vogtei genannt. Die Urkunde benennt „Siuensiphin“ als Ausstellungsort für das Dokument.
Um 1600 gab es in Siebensiefen ein zum Schloss Georghausen gehöriges Hammerwerk. In der Topographia Ducatus Montani aus dem Jahre 1715 ist in unmittelbarer Nähe zu Siebensiefen ein „Hamer“ vermerkt. Die Karte Topographische Aufnahme der Rheinlande von 1824 zeigt im Ort ein mit Eisenhammer beschriftetes Mühlensymbol. 1969 ist das Mühlensymbol zum letzten Mal in topografischen Karten verzeichnet.
1830 wurde in der Topographisch-Statistischen Beschreibung der Königlich-Preußischen Rheinprovinz vermerkt: „Siebensiefen, ein Haus mit 12 Einwohnern und 2 Rohstahlhämmern“.

## Sehenswürdigkeiten
Auf dem Weg von Siebensiefen nach Unterhürholz findet sich ein Gedenkkreuz von 1720.

## Wanderwege
Der Sülzbahnsteig  führt durch den Ort.

## Busverbindungen
Über die Haltestellen „Linde“ (Linie 335) und „Waldbruch“ (Linie 421) ist Siebensiefen an den öffentlichen Personennahverkehr angebunden.

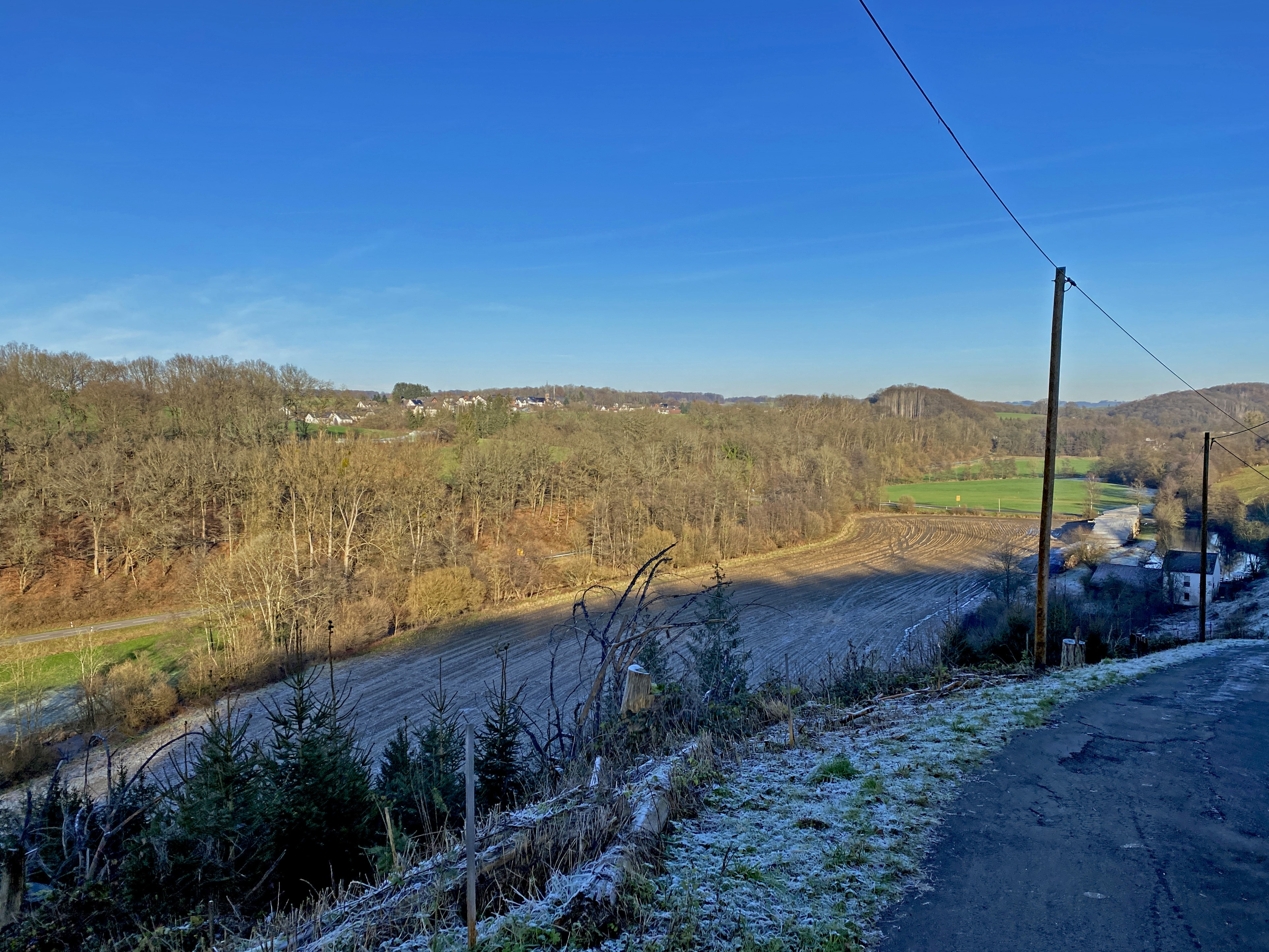
Siebensiefen im Tal der Lindlarer Sülz
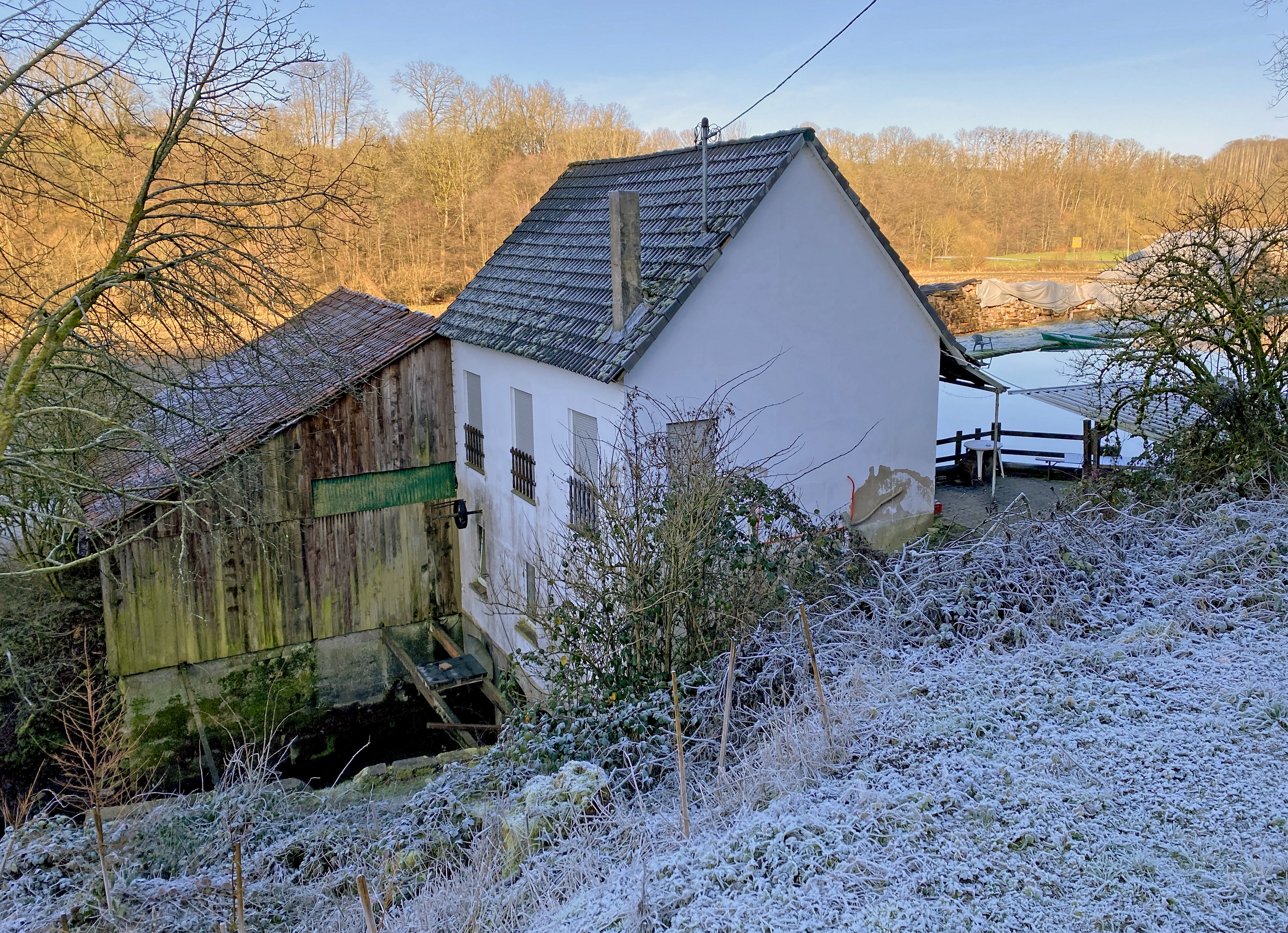
Siebensiefen 5 am Stauteich
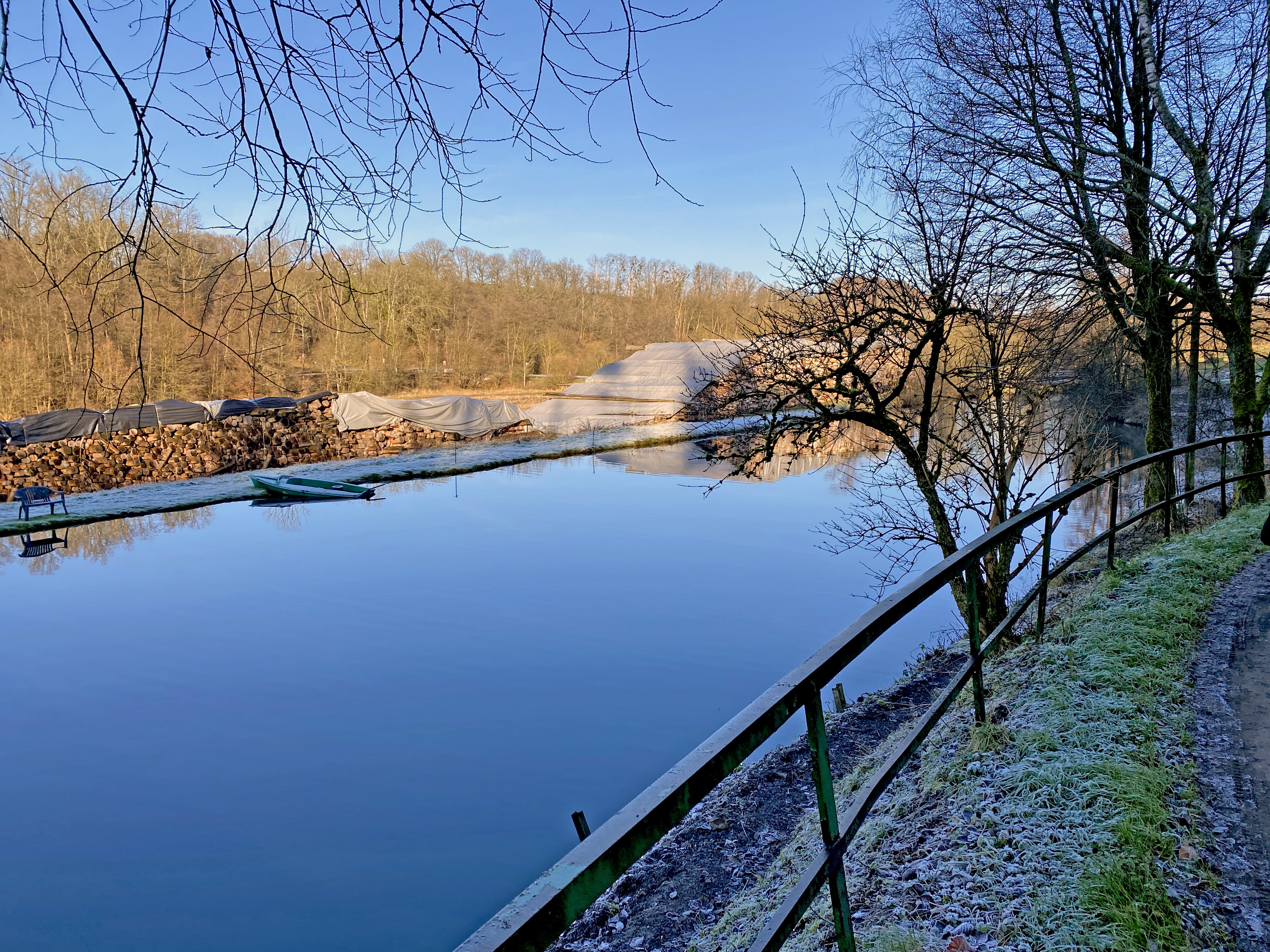
Stauteich
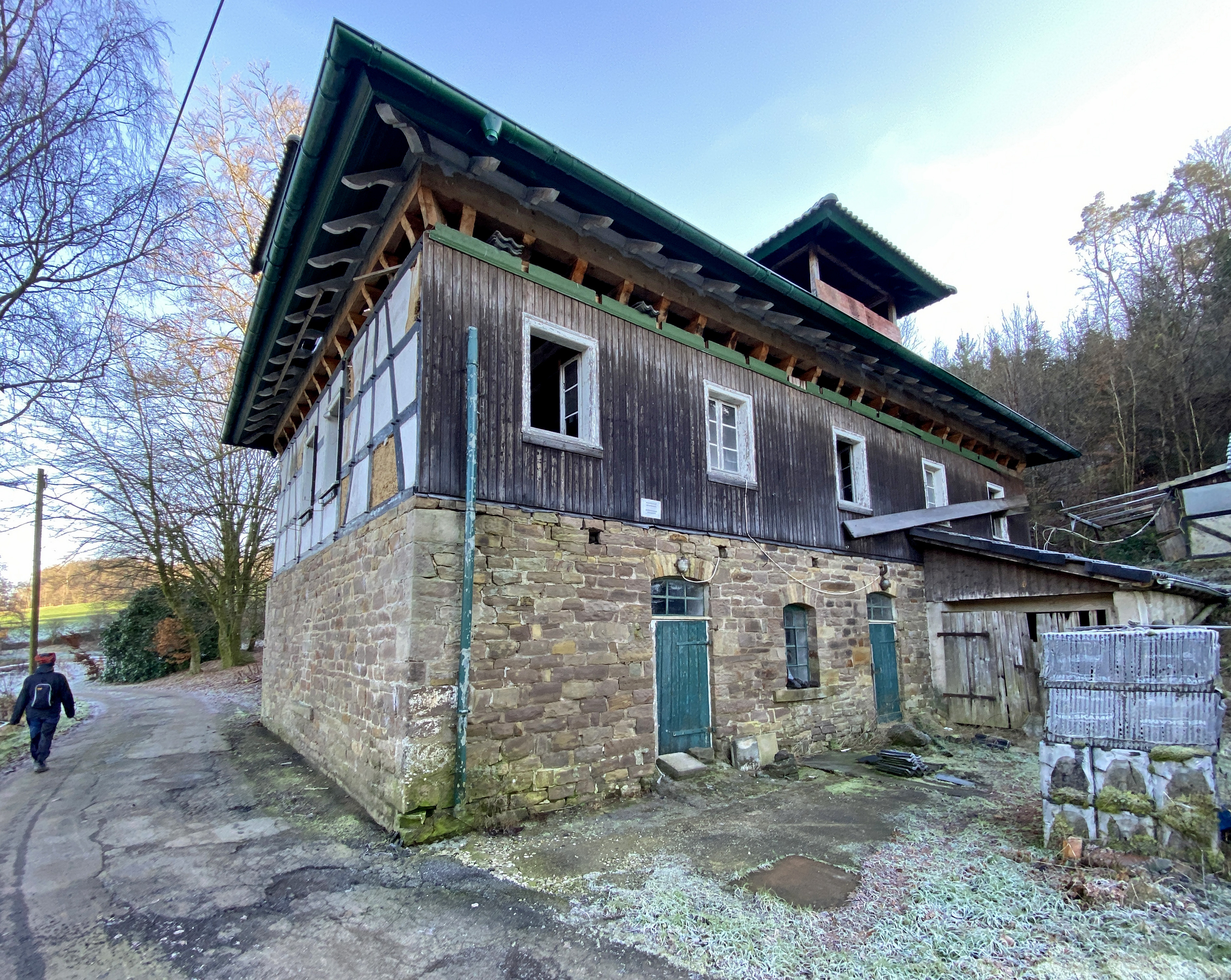
Siebensiefen 3 (leerstehend)
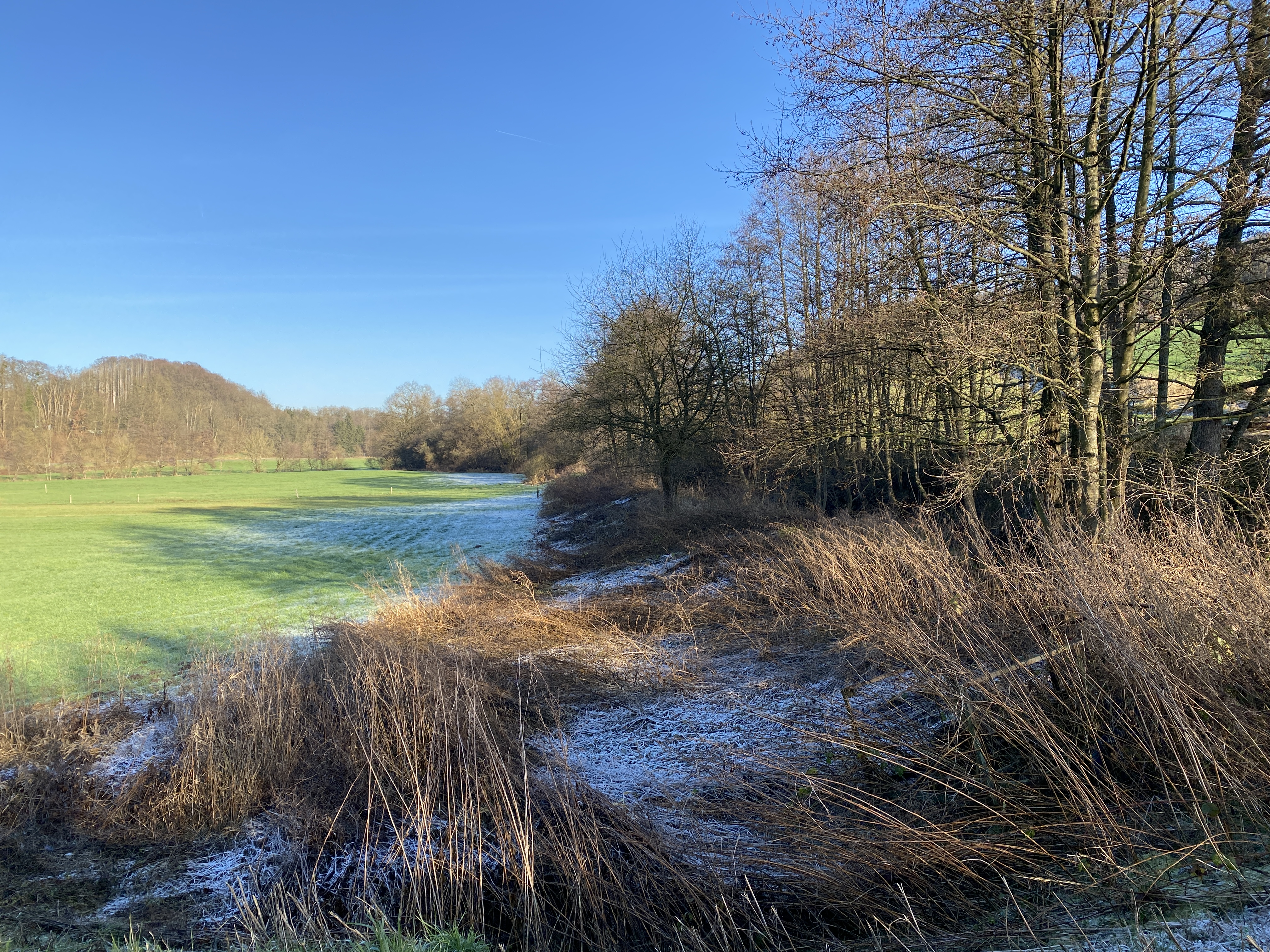
Aue der Lindarer Sülz bei Siebensiefen
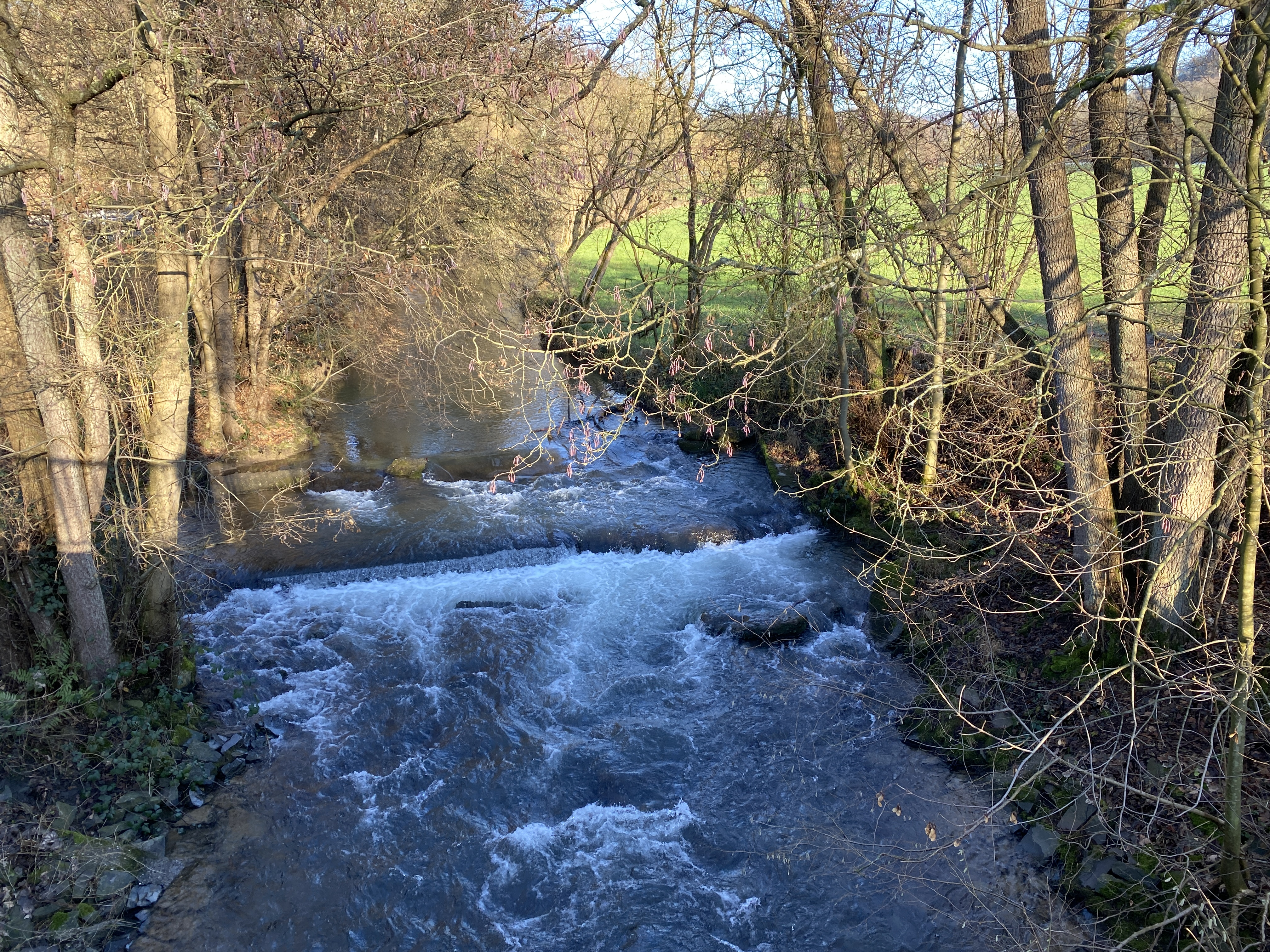
Lindlarer Sülz bei Siebensiefen